# Eugenio Dugoni
Eugenio Dugoni (24 de março de 1907 - 24 de agosto de 1960) foi um político italiano que serviu como membro da Assembleia Constituinte (1946–1948), Deputado (1948–1958) e Prefeito de Mântua (1956–1960).